# J. Sicard
Pour les articles homonymes, voir Sicard.
J. Sicard (ca. 1620 – 1683/1684) est un compositeur et chanteur français actif à Paris durant la seconde moitié du 17e siècle.

## Biographie
Comme André de Rosiers, sieur de Beaulieu, il est un compositeur dont la production musicale est considérable et reconnue, mais dont la biographie est encore très mal connue.
Il a exercé à Paris, où il atteint une certaine renommée. À preuve, il est cité dans le Mercure galant de février 1678, à propos d’un air de sa composition : « Il est de Mr Sicard, qui chante, qui montre, & qui compose très bien ». En mars 1678 également, à propos d’un autre air : « Cet air dont vous voyez ici la note est du fameux Mr Sicard. Il est à sa manière, qui est toujours plein de feu, et qui ne manque jamais d’avoir quelque chose d’extraordinaire ».
Un demi-siècle plus tard, Évrard Titon du Tillet dit de lui que, aux côtés de Michel Lambert, Antoine Boesset ou Sébastien Le Camus, « Sicard réussissait très bien dans les airs à boire ; on a de lui des airs de basse-taille d’un très grand goût ».
Il a probablement été en relation avec le chanteur Pierre de Nyert, à qui il dédie son 5e livre d’airs.
Sa biographie reste donc assez creuse ; tout au plus peut-on remarquer que plusieurs de ses dédicataires sont originaires de Picardie. Sa fille et élève, Mademoiselle Sicard, est considérée comme la première compositrice française éditée.

## Œuvre

### Musique de scène
Sicard a composé la musique de Les Pygmées, tragi-comédie ornée de musique, d'entrées de balet, de machines & de changemens de théatre. L’auteur du poème est resté anonyme et la musique est perdue. Seul subsiste le livret (Guillo 2021 n° 1676-M). Numérisé sur Gallica. 
- Sur le titre de l’exemplaire de la Bibliothèque historique de la Ville de Paris (RES 551340), une mention manuscrite précise : « La musique composée par Mr. Siccard ».

### Airs sérieux et à boire

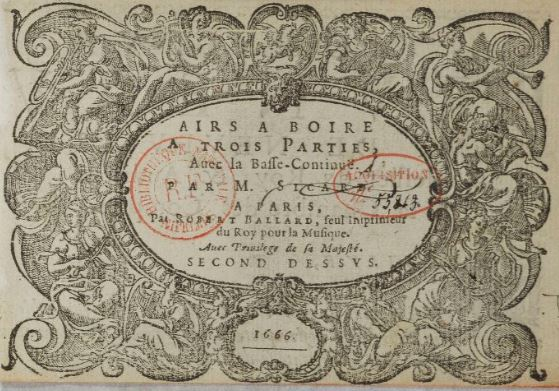
J. Sicard - Airs à boire [Ier livre]. (Paris, 1666) [Gallica]

- Airs à boire à 3 parties avec la basse-continue, par M. Sicard [1er livre]. Paris, Robert III Ballard, 1666. 4 vol. 8° oblong. RISM S 3372, Guillo 2003 n° 1666-U. Numérisé sur Gallica.
  - Dédicace à M. Bruneau sieur de Neufville, Conseiller du Roi, et Auditeur en sa Chambre des comptes. Contient 20 airs à boire à 2 ou 3 voix avec basse continue, ceux qui sont pour 2 voix portent un accompagnement de violon.
- Second livre d'airs à boire à 3 parties avec la basse-continue. Par M. Sicard. Paris, Robert III Ballard, 1667. 4 vol. 8° obl. RISM S 3373, Guillo 2003 n° 1667-J. Numérisé sur Gallica.
  - Contient 20 airs à boire pour 2 ou 3 voix avec basse continue.
- Troisiesme livre d'airs à boire et sérieux à 3 parties avec la basse-continue. Par M. Sicard. Paris, Robert III Ballard, 1668. 4 vol. 8° obl. RISM S 3374, Guillo 2003 n° 1668-P. Numérisé ur Gallica.
  - Avis au lecteur. Contient 12 airs à boire et 9 airs sérieux, presque tous pour 3 voix et basse continue.
- Quatrième livre d'airs à boire et sérieux à 3 parties avec la basse-continue. Par M. Sicard. Paris, Robert III Ballard, 1669. 4 vol. 8° obl. RISM S 3375, Guillo 2003 n° 1669-L. Numérisé sur Gallica.
  - Dédicace à Marie-Josèphe-Barbe de Halewyn, mariée en octobre 1668 à Ferdinand-François-Joseph de Croÿ, duc d'Havré et de Croÿ. Avis au lecteur. Contient 12 airs à boire et 10 airs sérieux, la plupart à 3 voix et basse continue.

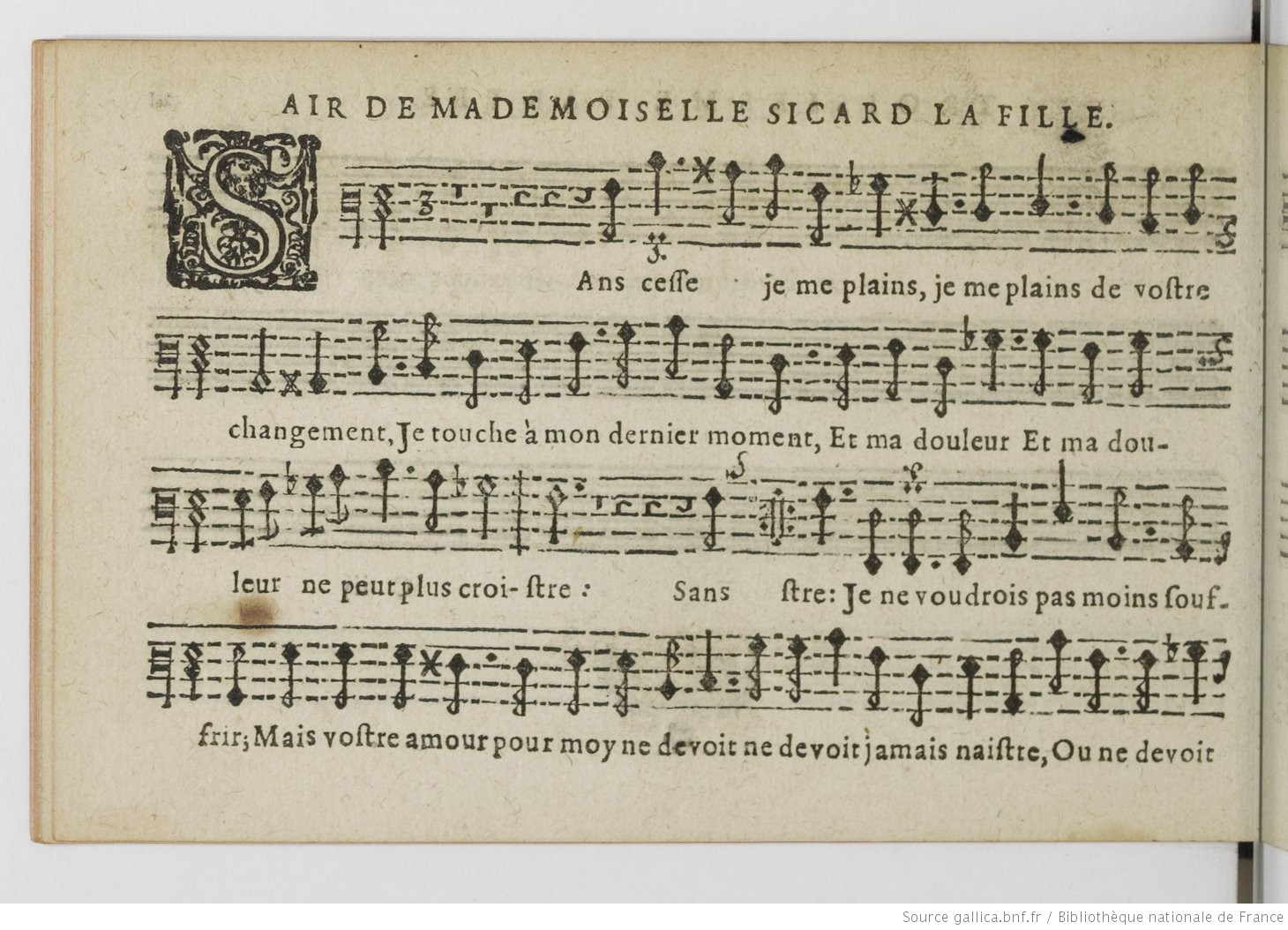
Mademoiselle Sicard - Air extrait du Treizième livre d'airs de J. Sicard (1679). [Gallica]

- Cinquième livre d'airs à boire et sérieux à 3 parties. Par M. Sicard. Paris, Robert III Ballard, 1670. 3 vol. 8° obl. RISM S 3376, Guillo 2003 n° 1670-P.
  - Dédicace à M. de Nyert, Conseiller du Roy, et premier valet de chambre de sa Majesté. Contient 5 airs sérieux et 15 airs à boire, la plupart à 3 voix.
- Sixième livre d'airs à boire et sérieux à 3 parties. Par M. Sicard. Paris, Robert III Ballard, 1671. 3 vol. 8° obl. RISM S 3377, Guillo 2003 n° 1671-Q. Numérisé sur Gallica.
  - Dédicace à M. l'Abbé Picard, seigneur d'Aubercourt, Pertin, Senvilliers, Ligners, et La Rose, etc. Contient 7 airs sérieux et 14 airs à boire, à 2 ou 3 voix.
- Septiesme livre d'airs à boire à trois parties. Par M. Sicard. Paris : Christophe Ballard, 1673. 3 vol. 8° obl.. RISM S 3378 et SS 3378, Guillo 2021 n° 1673-G. Numérisé sur Gallica.
  - Épître dédicatoire à Mr Chevalier, conseiller du roi, secrétaire, et contrôleur général de l’infanterie et cavalerie légère, seigneur de Montion et Peray, etc.
- Huitiéme livre d'airs serieux et à boire, à 2 & à 3 parties. Par M. Sicard. Paris : Christophe Ballard, 1674. 3 vol. 8° obl. RISM S 3379 et SS 3379, Guillo 2021 n° 1674-F. Numérisé sur Gallica.
  - Épître dédicatoire à Mr Gaudart, conseiller du roi en sa cour de Parlement de Paris, seigneur du Petit Marets d’Auvilliers, etc. Avis au lecteur.
- Neufiéme livre d'airs sérieux et à boire, à 2 & à 3 parties. Par M. Sicard. Paris : Christophe Ballard, 1675. 3 vol. 8° obl. RISM S 3380 et SS 3380, Guillo 2021 n° 1675-E. Numérisé sur Gallica.
  - Épître dédicatoire à Antoine Le Gastelier, écuyer conseiller du roi, maître en sa Chambre des comptes de Paris. Avis au lecteur. Quelques airs portent des paroles de Pierre de Frontinières.
- Dixiéme livre d'airs serieux et à boire, à 2 & à 3 parties. Par M. Sicard. Paris : Christophe Ballard, 1676. 3 vol. 8° obl. RISM S 3381 et SS 3381, Guillo 2021 n° 1676-L. Numérisé sur Gallica.
  - Épître dédicatoire à Mlle de Bourlemont, probablement une fille de Charles Henri d’Anglure de Bourlemont (1658 – 1684).
- Onziéme livre d'airs sérieux et à boire, à 2 & à 3 parties. Par M. Sicard. Paris : Christophe Ballard, 1677. 3 vol. 8° obl. RISM S 3382 et SS 3382, Guillo 2021 n° 1677-E. Numérisé sur Gallica.
  - Épître dédicatoire à Mr de Saint-Aubin, seigneur de Retonfey, etc.
- Douziéme livre d'airs sérieux et à boire, à 2 & à 3 parties. Par M. Sicard [et sa fille]. Paris : Christophe Ballard, 1678. 3 vol. 8° obl. RISM S 3383 et SS 3383, Guillo 2021 n° 1678-M. Numérisé sur Gallica.
  - Épître dédicatoire de l’auteur à sa fille, et dizain de Jean II Ludron à Mademoiselle Sicard.

- Treiziéme livre d'airs sérieux & à boire, à 2 & à 3 parties. Par M. Sicard [et sa fille]. Paris : Christophe Ballard, 1679. 3 vol. 8° obl. RISM S 3384 et SS 3384, Guillo 2021 n° 1679-I. Numérisé sur Gallica.
  - Préface au lecteur. Contient deux airs de Mademoiselle Sicard.
- Quatorziéme livre d'airs sérieux et à boire, à 2 & à 3 parties. Par M. Sicard [et sa fille]. Paris : Christophe Ballard, 1680. 3 vol. 8° obl. RISM S 3385 et SS 3385, Guillo 2021 n° 1680-E. Numérisé sur Gallica.
  - Contient un air de Mademoiselle Sicard.
- Quinziéme livre d'airs sérieux et à boire, à 2 & à 3 parties. Par M. Sicard [et sa fille]. Paris : Christophe Ballard, 1681. 3 vol. 8° obl. RISM S 3386 et SS 3386, Guillo 2021 n° 1681-D. Numérisé sur Gallica.
  - Le dernier air est un air italien.
- Seiziéme livre d'airs sérieux et à boire, à 2 & à 3 parties. Par M. Sicard [et a fille]. Paris : Christophe Ballard, 1682. 3 vol. 8° obl. RISM S 3387 et SS 3387, Guillo 2021 n° 1682-F. Numérisé sur Gallica.
  - Contient à la fin un air de Mademoiselle Sicard.
- Dix-septiéme livre d'airs sérieux et à boire, à 2 & à 3 parties. Par M. Sicard. Paris : Christophe Ballard, 1683. 3 vol. 8° obl. RISM S 3387 et SS 3387, Guillo 2021 n° 1683-E. Numérisé sur Gallica.
  - Les cinq premiers airs ont été écrits pour la naissance de Louis de France, duc de Bourgogne.

Les 17 livres d’airs de Sicard sont réémis en un seul recueil autour de 1697 (cf. Guillo 2021 n° ca. 1697-F).
Par ailleurs, deux recueils parus en 1670 et en 1673 proposent quelques airs de Sicard :
- XIIIe livre d'airs de différents auteurs à 2 parties. Paris, Robert III Ballard, 1670. 1 vol. 8°. RISM 16702, Guillo 2003 n° 1670-A. Sur Gallica.
  - Contient 2 airs de Sicard à 2 voix.
- Premier livre d'airs à boire à 2 parties, contre les incommodités du temps...  Paris, Robert III Ballard, 1673. 1 vol. 4°. RISM 16732, Guillo 2003 n° 1673-B, sur Gallica.
  - Contient 1 air de Sicard à 1 voix.

Enfin, des airs de Sicard figurent dans un recueil manuscrit, à côté d’autres pièces de compositeurs contemporains : Michel Lambert, Jean-Baptiste Lully, Sébastien Le Camus, Jean Mignon et autres. Paris BNF (Mus.) : Rés Vmf ms 11.
Le total des airs de Sicard se monte à plus de 330 pièces. Ses recueils paraissant régulièrement de 1666 à 1683, on peut supposer que ce compositeur a joui d’une notoriété importante et continue. Il y fait preuve d’une grande diversité dans l’invention et ils nécessitent parfois une réelle virtuosité de la part du chanteur (notamment la voix de basse, dont on peut supposer qu’elle était la tessiture de Sicard). Si sa production concerne surtout l’air à boire, il s’est aussi attaché à composer quelques airs sérieux. Enfin, il a glissé dans ses recueils (livres 12, 13, 14 et 16) quelques airs composés par sa fille (dont le prénom reste inconnu), qui est aussi son élève, et lui dédie son 12e livre d’airs en 1678.